# 桂娥太后
桂娥太后（?—?）金氏，新羅第56代君主敬顺王金傅的母亲。
桂娥太后是第49代君主憲康王的女儿，嫁给46代君主文聖王的玄孙伊湌金孝宗。生子金傅。景哀王四年（927年），后百济国王甄萱攻入庆州，杀死新罗景哀王，立金傅为新王，即敬顺王。金氏重新统治新罗。敬順王元年（927年）十一月，敬顺王追尊父亲金孝宗爲神興大王，母亲桂娥夫人爲王太后。

## 家族
- 父亲：49代王憲康王
- 母亲：懿明夫人
  - 姐姐：義成王后，54代王景明王、55代王景哀王的母亲
  - 兄弟：52代王孝恭王
  - 丈夫：追尊神興王金孝宗
    - 儿子：56代王敬顺王金傅